# イーサルミ (小惑星)
イーサルミ (2820 Iisalmi) は小惑星帯に位置する小惑星。フィンランドの天文学者ユルィヨ・バイサラがトゥルクで発見した。
フィンランドの東スオミ州北サヴォ県の街、イーサルミ (en:Iisalmi) から命名された。